# China National Machinery Industry Corporation
Die China National Machinery Industry Corporation (bekannt unter der Kurzbezeichnung Sinomach) ist ein chinesisches Staatsunternehmen im Bereich des Maschinenbaus. Das Unternehmen hat seinen Sitz im Zhongguancun-Viertel in Peking und fungiert als Hersteller von Schwermaschinen wie Bau- und Landmaschinen, großen Pressen und Werkzeugmaschinen, sowie Guss- und Schmiedeteilen für Kraftwerke und Schiffsantriebe. Sinomach steht unter der Verwaltung der Kommission zur Kontrolle und Verwaltung von Staatsvermögen.

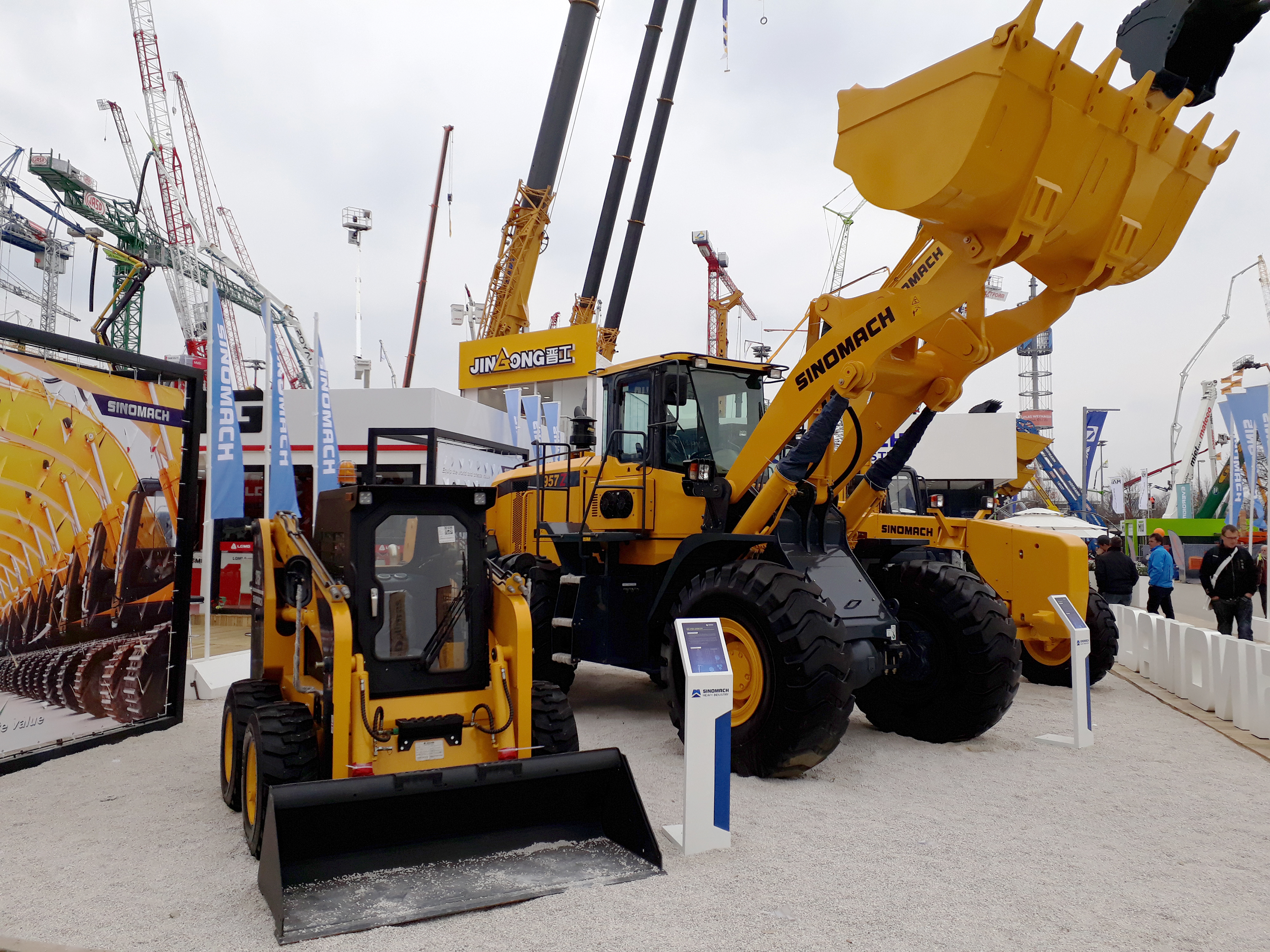
Sinomach-Radlader, ausgestellt auf der BAUMA 2019

Im Jahr 2018 belegte Sinomach auf der Fortune Global 500-Liste der umsatzstärksten Unternehmen weltweit den Rang 256 mit einem Jahresumsatz von 42,6 Milliarden US-Dollar.